# AMX-13改進/衍生型號
本條目介紹法國AMX-13輕型坦克的改進型號以及衍生型號。

## 试验型车辆
| 型号        | 特点                                 |
| ----------- | ------------------------------------ |
| AMX-13 (2A) | 有4个传动轮和空心负重轮。            |
| AMX-13 (2B) | 有5个传动轮和突起的导轮。            |
| AMX-13 (2C) | 安装FL-10炮塔和两根承重轴。          |
| AMX-13 (2D) | 有4根承重轴。                        |
| AMX-13 (2E) | 有三根承重轴和90mm火炮。             |
| AMX-13 (2F) | 有两根承重轴，之后还安装了隔热套管。 |

### 其他试验车
| 型号                       | 特征                                                        | 注释                                                   |
| -------------------------- | ----------------------------------------------------------- | ------------------------------------------------------ |
| AMX-13 avec tourelle       | A安装了德国的HS-30炮塔                                      | “AMX-13avec tourelle”在法语中是“加上炮塔的AMX13”的意思 |
| AMX-13-？                  | 安装105mm榴弹炮                                             |                                                        |
| AMX-13/75 (AMX-13e)        | 安装75mm火炮的FL-11炮塔                                     |                                                        |
| AMX-13 avec Canon 57 L/100 | 安装了57mm L/100加农炮                                      |                                                        |
| AMX-13(AA)                 | 在焊接炮塔上安装了没有炮盾的双联20mm火炮                    |                                                        |
| FCM 48                     | 使用FL-4炮塔。并在上面安装了4门20毫米火炮                   |                                                        |
| DCA 40mm                   | 使用了更大的炮塔，并在另一面安装了AKA 40mm 博福斯 L/70 火炮 |                                                        |
| AMX-13 GTI                 | 由克劳斯-玛菲·威格曼改进了悬挂                              |                                                        |
| AMX-13 THS                 | 安装了液气悬挂                                              |                                                        |
| AMX-13-?                   | 安装了“贪婪”（Rapace）-14多管火箭炮                         |                                                        |
| AMX-13 HOT                 | 装有HOT导弹发射器                                           |                                                        |

## 衍生车型

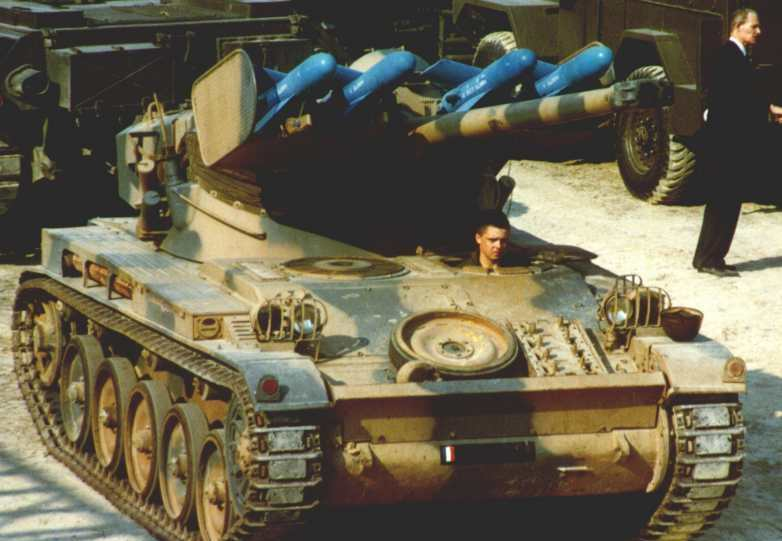
SS.11 安装反坦克发射器的AMX-13变种

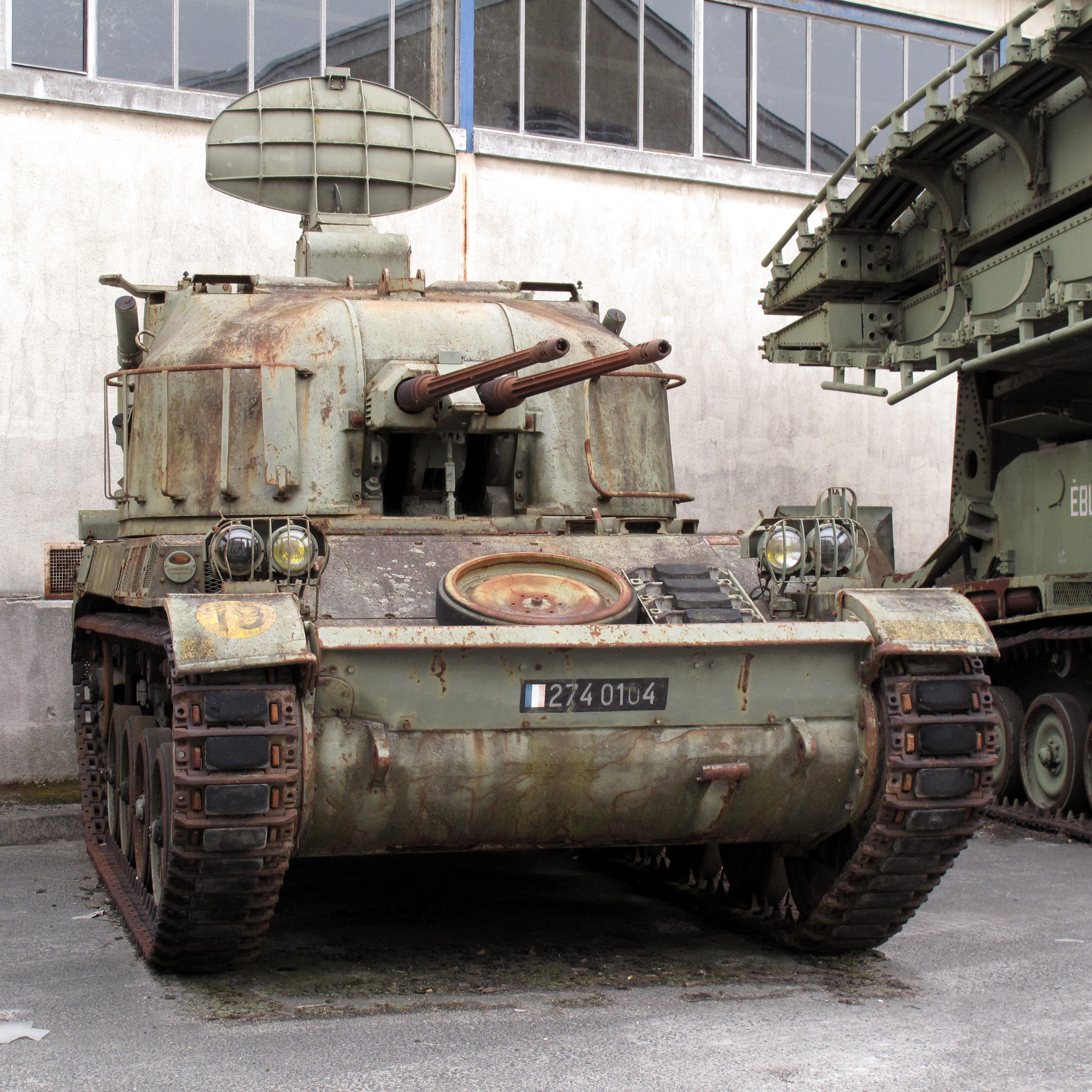
AMX-13 DCA 自行防空炮

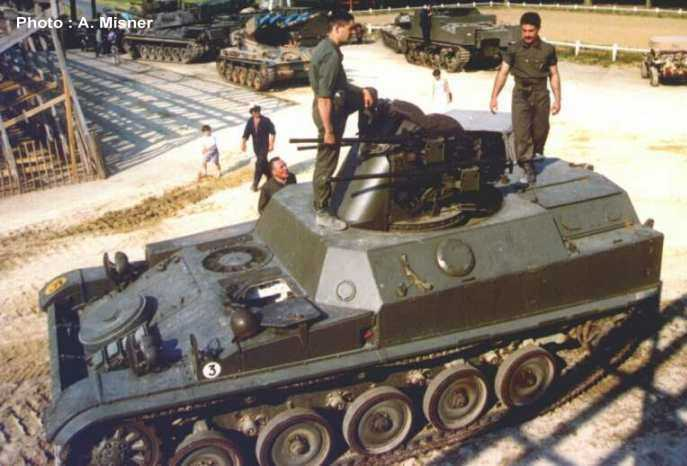
AMX-13防空车

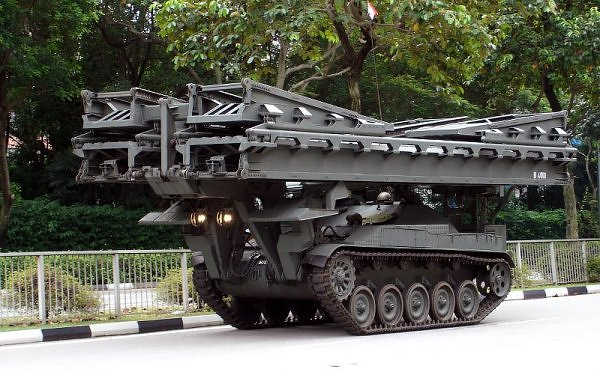
新加坡军队的AMX-13架桥车)

### AMX-13 “霞飛”
在1959年5月，法軍在一輛AMX-13坦克的底盤上安裝了M24霞飛坦克的炮塔。因為AMX-13原來的火炮發射的高爆彈威力不足，而M24坦克的火炮發射的高爆彈威力更大，這也正好滿足了阿爾及利亞駐軍的需求。150輛這樣的坦克于1960年3月交付。之後還有一部份AMX-13“霞菲”被用於卡皮亞涅的訓練基地中。這一部份戰車的火炮被拆除，炮盾處改為了一個簡易的窗口。

#### 其他型號
AMX-13 T75 ( Lance SS-11坦克)安装SS.11 ATGM 反坦克发射器
AMX-13 T75 avec TCA為加裝的導彈安裝了電子火控系統。
AMX-13 Model 1987
AMX-13 DCA 30裝有伸縮式雷達的自行高射炮 ，從1969年開始生產了60輛。
AMX-13 [训练坦克]移除炮塔的AMX-13坦克，用于驾驶训练
AMX-13 Modèle 55 (AMX-D)

### 装甲运输车
AMX-13是装甲运兵车AMX-VTT，AMX-VCI等的祖先。这些装甲运兵车的底盘是以其底盘为原型设计的。

### 架桥车
法军曾经于1960年代把AMX-13坦克改装成了架桥车。它的结构为剪刀式单车辙结构。但是现在已经逐渐由PAA自行架桥车取代。在桥体两侧还可安装缘板和加宽板，便于小型车辆通过。

### 自行榴弹炮
105 mm榴弹炮：
- AMX Mk 61 (AMX-105A)

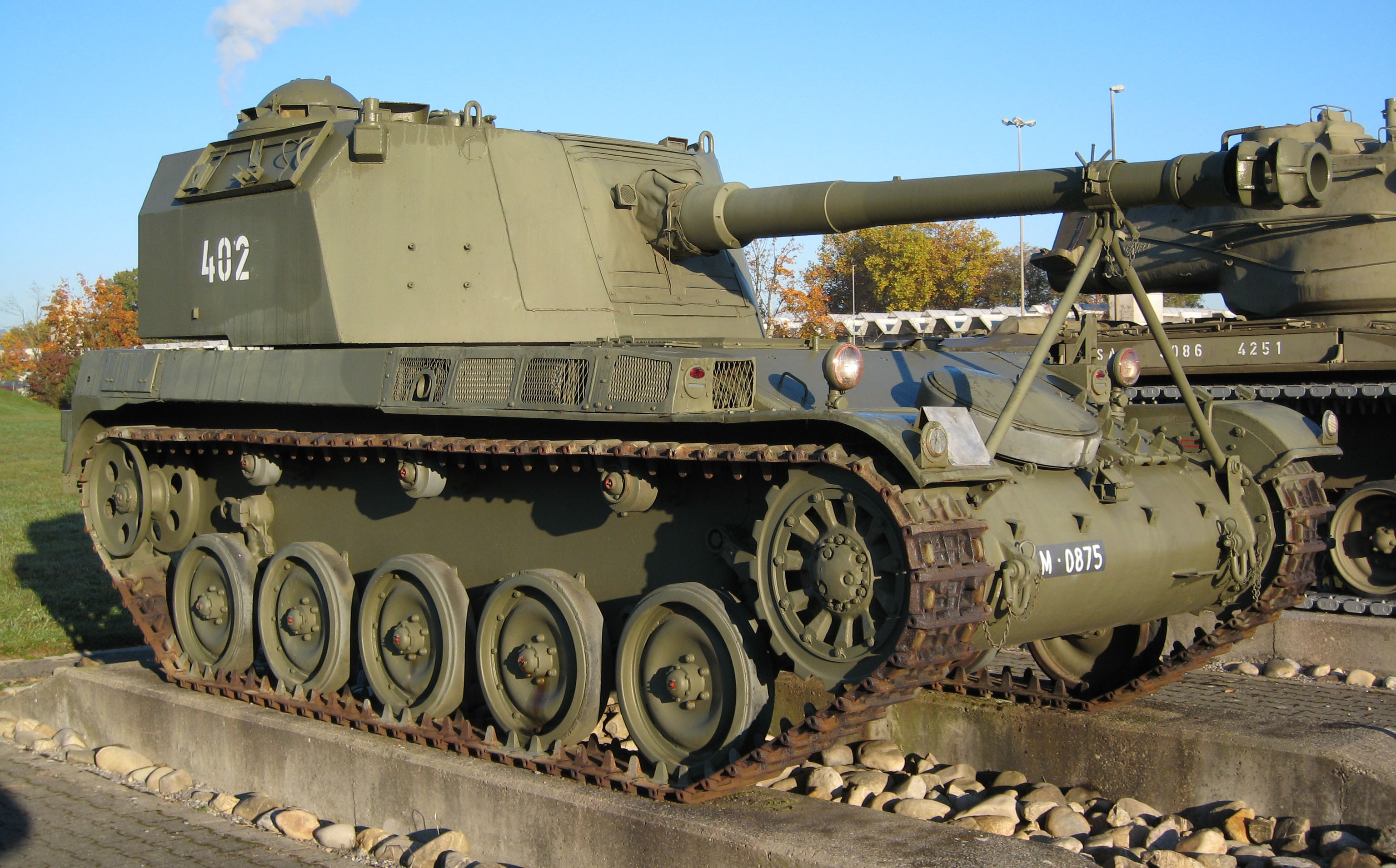
瑞士军队用于实验的105mm自行榴弹炮.

- AMX Mk 61 (Netherlands)
- AMX Mk 62 (AMX-105B)
- AMX Mk 63 (AMX-105B, AMX Mk F2)

155mm榴弹炮：
- Mk F3 155mm自行火炮,由法軍于1950年代早期研發。目的是取代原先的美製M41“大猩猩”155mm自行火炮。Mk F3還是世界上最輕，最小的155mm口徑的自行火炮。加上尺寸小，造價低廉，曾經被大量投入出口市場。它使用了一個改造過的AMX-13輕型坦克底盤。它還有一個新穎的地方在於，八名成員中只有兩名坐在車內，而其餘的均在車外（車外的成員平時使用保障車輛移動）。這使得它比起其他同類型的自行火炮更小。
- AMX Mk F3 (Obusier de 155 mm sur affut automoteur AMX-13 T, AMX-155)

### 其他国家的改装型号
荷蘭
- AMX-13/FL-12 由荷兰进行了现代化：安装了探照灯和FM MAG机枪。
- AMX-13/FL-15 荷兰重新安装了FL-15炮塔

 埃及

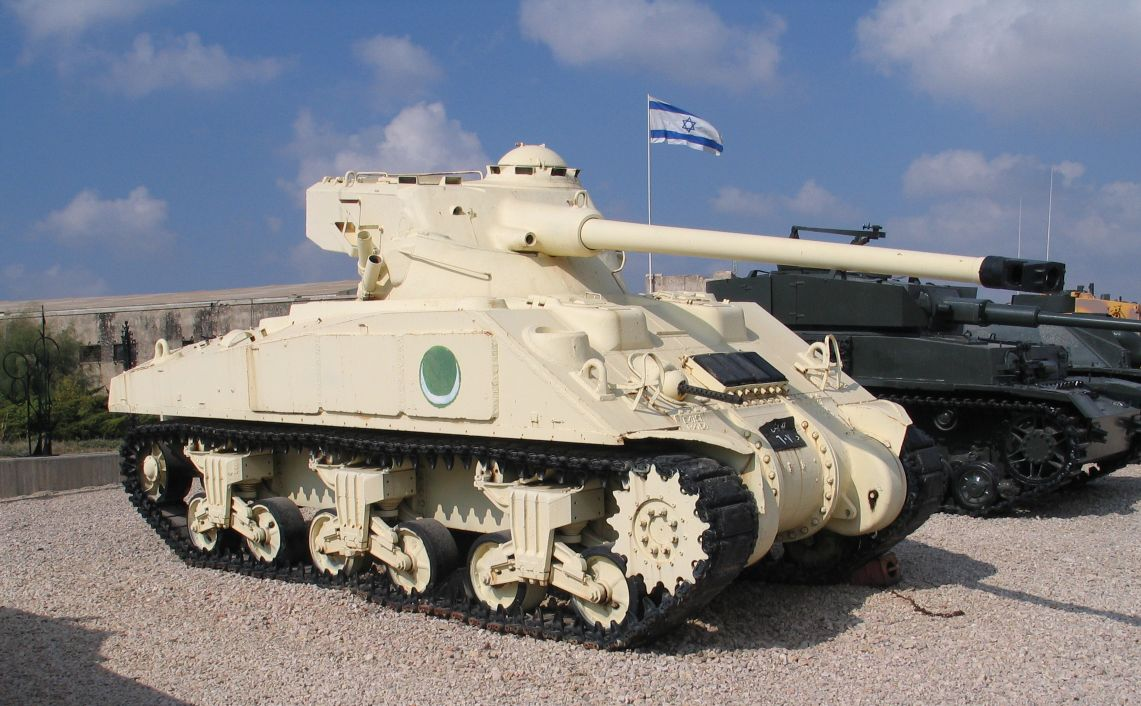
以色列軍隊的安裝AMX-13炮塔的雪曼戰車

在第二次中東戰爭中，埃及軍隊在M4雪曼戰車上安裝了配有75mm火炮的AMX-13坦克炮塔。後來被以色列繳獲。
 新加坡
- AMX-13S
- AMX-13SM1

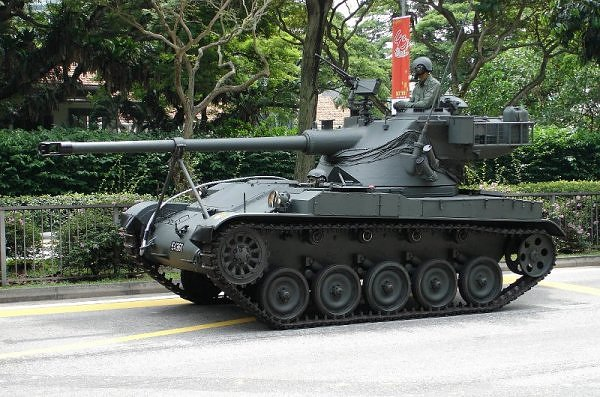
新加坡部队的AMX-13/SM-1 (Singapore Modernised 1)

安装了一台新式的柴油机和全自动变速装置，克罗梭罗尔公司则为其提供了FL-15炮塔上的GIAT105mm主炮。
 奥地利
奧地利在1973年研發的SK-105 Kürassier坦克安裝了配備105mm火炮的AMX-13坦克炮塔。
 瑞士
- Leichter Panzer 51

 秘魯
- AMX-13PA5 Escorpion
- AMX-13PA8 Escorpion-2

 委內瑞拉
- AMX-13V
- AMX-13 （LAR-160）
- AMX-13M51 Ráfaga

 比利时
- 在2014年歐洲薩托利防務展上，比利時Sabiex公司推出了一款改進型的AMX-13坦克。這款坦克安裝了新型的砲塔，並使用了一門柯克里爾高膛壓式105毫米火炮。另外，在坦克側面安裝了附加裝甲，砲塔後部有一個安裝FN MAG式7.62毫米機槍的遙控武器站。火控系統和傳動裝置則可以根據客戶需要安裝。[7][8]